# Коловорот (символ)
Коловорот (тобто букв. «обертання колеса») — символ, який використовується частиною сучасних рідновірів.

## Загальна характеристика
Коловорот, фактично, є історичним фальсифікатом, що отримав таку назву в 1990-их роках від російських рідновірів, і видається ними за древній руський символ, що має тисячолітню історію, хоча жодного підтвердження тому немає[джерело?].
За твердженням рідновірів, коловорот являє собою споконвічну руську назву для свастики як солярного символу, хоча, за словами історика та релігієзнавця Романа Багдасарова, не відомо жодного історичного джерела, де свастику (яка на Русі мала багато імен) називали б «коловоротом». Зображення коловороту на надгробках предків сучасних слов'ян можна бачити на гравюрі польського художника Станіслава Якубовського 1923 року.
Символічно тотожним, проте антагоністом, територіально є сварґа. Відповідно і напрям руху променів, на відміну від останнього, направлений на Захід.